# دژلگا
دژلگا (به لاتین: Dzhelga) یک منطقهٔ مسکونی در روسیه است که در استان آستراخان واقع شده‌است.